# 타흐리르 알샴
하야트 타흐리르 알샴(아랍어: هيئة تحرير الشام Hay'at Tahrir al-Sham[*]) 또는 줄여서 타흐리르 알샴(아랍어: تحرير الشام)은 시리아 내전에서 활동 중인 수니파 이슬람주의 성향의 정치 및 준군사 조직이다. 이 조직은 살라프파 지하드주의를 받아들였으며 테러리즘 연관 의혹이 있다. 조직의 이름은 레반트 해방위원회 등으로 번역되며, 아랍어 명칭을 줄인 HTS라는 이름으로도 알려져 있다.
이 조직은 2017년 1월 28일에 자이시 알아흐라르(아흐라르 알샴의 분파)와 자브하트 파타흐 알샴(알누스라 전선의 후신), 그리고 안사르 알딘 전선, 자이시 알수나, 리와 알하크, 누르 알딘 알젠키 운동이 합쳐져서 만들어졌다. 이 합병은 아흐라르 알샴에서 에미르를 자처한 이슬람주의자 아부 자베르 샤이크(Abu Jaber Shaykh)가 주도했다. 창설 선언 이후 추가적인 단체와 개인이 참여했다. 합병은 알누스라 전선과 옛 레반트 자유이슬람운동의 지도자들이 이끌었지만, 최고위원회는 이 두 집단 외의 다른 집단으로도 구성되었다. 특히 아흐라르 알샴에서 다수의 인원이 왔는데, 이들은 더 보수적이고 살라프주의적인 요원들이다. 몇몇 단체들은 여전히 이들을 옛 명칭인 알누스라 전선 또는 자브하트 파테 알샴으로 부르고 있다.
합병 이후 잇따르는 공격에 대응하는 데 성공한 타흐리르 알샴은 이후 알카에다의 시리아 지부 기능을 효과적으로 대체하여 이들리브 지역에서 세력을 굳힐 수 있었다. 2017년 타흐리르 알샴은 시리아 북부에 대한 튀르키예군의 순찰을 허용하는 정책으로 인해 알카에다의 시리아 지부인 후라스 앗딘과 군사적 갈등을 빚었다. 2022년 기준 타흐리르 알샴은 6,000~15,000명의 구성원을 가진 것으로 추산되었다.
몇몇 분석가들은 타흐리르 알샴의 형성 목표가 알카에다의 극단주의적 이데올로기를 공유하는 모든 단체들을 하나로 통일시키는 것이라고 보고했다. 그들은 또한 옛 알누스라 전선이 알카에다에 응답하고 있으며 새로운 단체에 크게 호응하고 있음을 밝혔다. 타흐리르 알샴의 창립 이후에도 새 단체는 비밀스럽게 알카에다와 기능 일부에서 관련을 맺고 있으며 단체의 주요 인물들, 특히 아부 자베르는 알카에다와 비슷한 극단주의를 표방하고 있다. 타흐리르 알샴은 알누스라 전선의 목표였던 시리아를 알카에다가 다스리는 이슬람 토후국으로 만드는 것을 공유하고 있다. 단체는 자이시 알파루크가 이 단체에 가입한 후 단일 시리아 반군 무장단체 중 가장 큰 규모를 가지고 있다.

## 같이 보기
- 정복군